# Zombie Revenge
Zombie Revenge é um jogo eletrônico de ação, originalmente lançado para arcade e poteriormente ganhou uma versão para o console Dreamcast da Sega.

## Sinopse e Jogabilidade
Em Zombie Revenge o jogador pode escolher entre três personagens, sendo o objetivo saír pela cidade lutando contra hordas de bestas e zumbis. O jogo combina tiro em terceira pessoa com combate corpo a corpo. A campanha não é muito extensa, se concentrando mais em qual jogador consegue melhor pontuação.
Também vale mencionar alguns detalhes interessantes, como no último estágio, do qual a música tema é a mesma usada no jogo The House of the Dead, que também foi lançado para o console Dreamcast.